# 上海交通大学材料科学与工程学院
31°01′21″N 121°25′39″E / 31.022618°N 121.427367°E
材料科学与工程学院，简称“材料学院”，为上海交通大学的一个学院，其前身为1958年成立的冶金系，1997年7月8日由原材料科学系与材料工程系合并建立学院。该学院的材料科学与工程是中国首批重点一级学科；2003年，在国家高等学校与科研院所学位与研究生教育评估所进行的学科评估活动中，上海交通大学材料科学与工程学科被评为全国第一。
该学院现拥有塑性成形技术与装备研究院、复合材料研究所、先进材料研究中心、材料制造工程中心、特种材料研究中心、轻合金精密成型工程中心、凝固科学与技术研究中心等机构。

## 学科建设
学院现有材料科学与工程一级学科，下有三个二级学科：材料学、材料加工工程以及材料物理与化学。材料学、材料加工工程两个学科在2001年被评为重点学科，2007年材料科学与工程被认定为国家一级重点学科。
目前材料学院拥有三个国家级研究基地，分别为金属基复合材料国家重点实验室、轻合金精密成型国家工程研究中心以及模具CAD国家工程研究中心，并有三个省部级研究基地和一个大型国际合作研究基地，即中德激光研究中心。学院近年在生物材料、复合材料、相变理论及其应用、热处理及表面工程、信息材料制备、高温纳米材料等领域取得了较大的进展。

## 学院建筑
材料科学与工程学院原在上海交通大学徐汇校区办公，后迁至闵行校区，目前仍在徐汇校区拥有一栋综合性办公楼。
该学院在上海交通大学闵行校区西区有材料楼群，位于南洋西路北端，数学系与物理系楼西侧，占地面积45,500多平方米。楼群由7栋综合性办公楼和实验楼等组成，于2003年12月开工，历时四年全部完工，建筑面积达35,000多平方米。

## 学院历史
- 1952年：铸工、锻工、热处理设置为二年制专修科。
- 1953年：铸造、金属热处理、金属压力加工专业开始招收四年制本科学生，1954年起更为五年制。
- 1955年：成立焊接专业教研室并招收本科学生。
- 1957年：交通大学西迁致使部分师生员工以及教学设备迁往西安，焊接以及铸造专业迁至交通大学西安部分，后为西安交通大学材料科学与工程学院。
- 1958年6月：上海市方面决定在交通大学上海部分建立冶金学院（其后更为冶金系），设置钢铁冶金、金相热处理、钢铁压力加工、冶金机械设备和稀有金属冶炼五个专业。
- 1963年：原机械系的锻压、铸造、焊接三个专业转入冶金系。
- 1965年：冶金系下属高温合金冶炼、金属物理、铸造工艺及设备、物理化学等教研室。
- 1966年6月：文化大革命开始，教学活动遭受冲击，“系”被取消，更之以“大队”编制，原冶金系的人员编入“二大队”和“五大队”。
- 1970年8月：中华人民共和国国务院第六机械工业部进行专业调整，保留金属材料与热处理、铸造、锻压、焊接四个专业。
- 1977年9月：恢复高考，设置四年制学制，毕业生授予学士学位。
- 1978年：设立材料科学及工程研究所；炼钢教研室改为复合材料研究室。
- 1981年：热加工系改名为材料科学及工程系，下设锻压、焊接、铸造、材料科学、金属材料及热处理五个专业，同年上述专业获得硕士学位授予权。
- 1985年：成立复合材料研究所。
- 1988年5月：材料科学及工程系分解为材料科学系及材料工程系。
- 1991年：成立金属基复合材料国家重点实验室，并正式与1992年1月对外开放。
- 1994年：成立高温材料与高温测试开放实验室。
- 1994年8月：锻压专业析出成立上海交通大学塑性成形工程系。
- 1995年3月：成立上海交通大学材料与化工研究院。1996年4月：成立模具CAD国家工程研究中心。1997年7月：成立材料科学与工程学院。2000年3月：成立轻合金精密成型国家工程研究中心。
- 2003年12月：闵行校区材料楼群举行开工典礼。2005年12月：学院综合办公楼（即A楼）竣工。2006年2月：学院激光制造实验楼（即E楼）竣工，并于次月举行落成典礼。2006年5月：学院制备楼（即C楼）竣工。2007年9月：学院B楼竣工。2007年10月：学院D楼、F楼竣工。
- 2008年4月：学院完成由徐汇校区迁往闵行校区工作。
- 2010年4月：塑性成形工程系并入材料学院。[1]

## 历任领导
| 系或学院名         | 院系主任                                                                                               | 总支书记                                                       |
| 冶金系             | 周志宏（1958－1966）                                                                                   | 于帮卿（1959－1964）、陈庭莱（1964－1966）                     |
| 热加工系           | 赵灵芝、林栋樑（1973－1978）                                                                           | 赵灵芝（1973－1978）                                           |
| 材料科学及工程系   | 徐祖耀（1981－1983）、陈楚（1983－1988）、吕忆城（1985-1986，代主任）                                  | 袁济（1981－1982）、周本兴（1982－1983）、朱荣林（1984－1988） |
| 材料科学系         | 张国定（1988－1993）、吴建生（1993－1997）                                                             | 李新坤（1988－1995）、周平南（1995－1997）                     |
| 材料工程系         | 陈楚（1988－1989）、邹忠桂（1989－1995）、汪建华（1995－1997）                                         | 朱贤博（1988－1993）、陈鑫木（1993－1997）                     |
| 材料科学与工程学院 | 吴建生（1997－2002）、毛大立（2002－2005）、卢柯（2005－2008）、吴毅雄（2008－2013）、孙宝德（2013－） | 周平南（1997－2010 ）、徐洲（2010－ ）                         |

## 著名校友
- 周志宏：丹徒人，冶金、金属材料专家，曾从事物理冶金以及钢铁冶炼等方面的研究，曾任冶金系系主任，1955年成为中国科学院院士。[5]
- 徐祖耀：宁波人，著名材料学专家，曾任材料科学及工程系系主任，1995年成为中国科学院院士。现为上海交大学术委员会委员以及材料科学与工程学院教授。[6]

## 教学委员会
为深入推进“学在交大”，增强教师“教书育人”责任感和荣誉感，贯彻落实“教育思想大讨论”改革举措，2018年11月9日，材料科学与工程学院召开第三届教学委员会成立大会，会议确定委员名单及其分工。
新一届教学委员会共有13位成员，实行组长负责制，下设课程建设、教材建设、实验教学、国际化、研究生培养、教学过程监督、工程教育认证、招生工作8个小组。第三届成员包括：主任：袁广银；副主任：朱申敏、邓涛；委员：窦红静、顾佳俊、疏达、曾小勤、张鹏、庄新村、陈俊超、冯凯、杭弢、王晓东；列席委员：徐亦斌、陈科、李婧涵（学生代表）、曾乐蔚（学生代表）。